# John Couch Adams
John Couch Adams (Laneast, Anglaterra, 5 de juny de 1819 – Cambridge, Anglaterra, 21 de gener de 1892), va ser un matemàtic i astrònom anglès. És especialment conegut per haver predit l'existència i la posició del planeta Neptú, només en utilitzar les matemàtiques.
Va néixer a Laneast, Cornualla, Anglaterra. El 1839, va ser admès a la Universitat de Cambridge, on es va graduar com el primer de la seva promoció, el 1843. Quan encara era estudiant, va llegir sobre certes irregularitats inexplicades en el moviment del planeta Urà i, basant-se només en la llei de la gravitació universal de Newton, va decidir investigar si podien ser degudes a l'efecte gravitatori d'un planeta encara no descobert. El setembre de 1845, va obtenir un primer resultat en què predia l'existència d'un nou planeta i va comunicar el seu descobriment al professor James Challis i a sir George Airy, astrònom reial a l'Observatori de Greenwich. Inicialment, Airy no va fer res per intentar verificar el descobriment d'Adams i la cerca sistemàtica del nou planeta no va començar fins a final de juliol de 1846 i va ser realitzada per Challis des de Cambridge. Challis va observar el nou planeta el 8 i el 12 d'agost, però el va identificar com una estrella. Mentrestant, el francès Urbain Le Verrier, sense tenir coneixement del treball d'Adams, estava fent els mateixos càlculs. Le Verrier va presentar un primer treball a l'Acadèmia Francesa el 10 de novembre de 1845; un altre, el dia 1 de juny de 1846 i finalment un tercer treball el 31 d'agost, en què predia per primera vegada la massa i l'òrbita del nou objecte. Le Verrier va comunicar a l'astrònom Johann Gottfried Galle en quin punt del cel havia d'observar per a trobar el nou planeta. El 23 de setembre de 1846, Galle va observar Neptú a només 1º de la localització predita per Le Verrier. Quan el descobriment es va fer públic, hi va haver, i en certa manera hi continua havent, certa controvèrsia a França i a Anglaterra sobre quina part del crèdit del descobriment en mereix cada un, encara que generalment es considera que tant Adams com Le Verrier van realitzar el descobriment de manera independent i se'ls atorga igual glòria a tots dos.
El 1847, com a reconeixement al seu treball, la reina Victòria va oferir a Adams el títol de sir, però aquest, modestament, va declinar l'oferiment. La Royal Society li va atorgar la medalla Copley el 1848. Va ser Lowndean Professor a la Universitat de Cambridge durant 33 anys des del 1859 fins a la seva mort. El 1860, va succeir Challis com a director de l'observatori de Cambridge, on va residir fins a la seva mort. Va guanyar la medalla d'Or de la Royal Astronomical Society el 1866. El 1884, va acudir a la conferència Internacional Meridiana com a delegat britànic.
Un cràter a la Lluna va ser batejat conjuntament en honor seu, de Walter Sydney Adams i de Charles Hitchcock Adams. L'anell més exterior de Neptú i l'asteroide 1996 Adams també porten el seu nom. El Premi Adams, atorgat per la Universitat de Cambridge, commemora la seva predicció de la posició de Neptú.
Va morir el 21 de gener de 1892 a l'observatori de Cambridge després d'una llarga malaltia.